# Adam Brown (skådespelare)
Adam Brown, född 29 maj 1980, är en brittisk skådespelare, komiker och pantomimeartist. Även om han är för närvarande mest känd för sitt arbete på teaterscenen, har Brown på senare tid blivit exponerad för biopubliken världen över som dvärgen Ori i Peter Jacksons trilogi Hobbiten som är baserad på J.R.R. Tolkiens roman Bilbo – En hobbits äventyr.

## Biografi

### Utbildning och scenkarriären
Han studerade vid John O'Gaunt Community Technology College i Hungerford, Berkshire. Efter sin tid vid John O’Gaunt, tränade han Performing Arts vid Middlesex University, London, där han träffade Clare Plested och hjälpte till att starta den brittiska komediteatergruppen 'Plested and Brown'. Han har skrivit och agerat i samtliga av deras sju shower: Carol Smillie Trashed my Room, The Reconditioned Wife Show, Flamingo Flamingo Flamingo, Hot Pursuit, Minor Spectacular, Health & Stacey och The Perfect Wife Roadshow. Han är en reguljär artist i Edinburgh Festival och har turnerat med sin grupp i Storbritannien och har även satt upp föreställningar i Armenien, Sydkorea och Nya Zeeland.
Med resten av gruppen ‘Plested and Brown’ (Amanda Wilsher och Clare Plested) har han jobbat med David Sant (Peepolykus), Phelim McDermot (Improbable), Cal McCrystal (Mighty Boosh) och Toby Wilsher (Ex-Trestle).
Han har även jobbat med Toby Wilsher på en ny mask show, The OFSTED Inspector, med Passion Fish Theatre Co.
Han bor för närvarande i London.

### Film och TV-karriär
På senare tid har Brown medverkat som Oswald Potter i den senaste säsongen av barnprogrammet ChuckleVision på CBBC. Han har även medverkat i flera reklamfilmer för Money Supermarket, Cheesestrings, Standard Life och Virgin Group.
Brown har även axlat rollen som dvärgen Ori i den tre-delade filmatiseringen av J.R.R. Tolkien's Bilbo – En hobbits äventyr, där den första filmen hade premiär i december 2012, den andra i december 2013 och den tredje i juli 2014. Detta är hans första filmroll. Som kommentar på Browns rollbesättning, citerades Peter Jackson följande, "Adam is a wonderfully expressive actor and has a unique screen presence. I look forward to seeing him bring Ori to life." 

## Filmografi

### Teater
| År   | Titel                         | Plats                 | Roll |
| ---- | ----------------------------- | --------------------- | ---- |
| 2000 | Carol Smillie Trashed My Room |                       |      |
| 2001 | The Reconditioned Wife Show   |                       |      |
| 2003 | Flamingo Flamingo Flamingo    |                       |      |
| 2005 | Hot Pursuit                   |                       |      |
| 2005 | The OFSTED Inspector          |                       |      |
| 2007 | Beauty and the Beast          | Newbury Corn Exchange |      |
| 2008 | Minor Spectacular             |                       |      |
| 2008 | Aladdin                       | Newbury Corn Exchange |      |
| 2009 | Health & Stacey               |                       |      |
| 2009 | Mucking Around                |                       |      |
| 2009 | Puss in Boots                 | Newbury Corn Exchange |      |
| 2010 | The Perfect Wife Roadshow     |                       |      |
| 2010 | Sleeping Beauty               | Newbury Corn Exchange |      |

### TV
| År   | Titel         | Roll          | Not(er) |
| ---- | ------------- | ------------- | ------- |
| 2009 | ChuckleVision | Oswald Potter | [ 2 ]   |

### Film
| År   | Titel                                       | Roll        | Not(er) |
| ---- | ------------------------------------------- | ----------- | ------- |
| 2012 | Hobbit: En oväntad resa                     | Ori         | [ 4 ]   |
| 2013 | Hobbit: Smaugs ödemark                      | Ori         | [ 4 ]   |
| 2014 | Hobbit: Femhäraslaget                       | Ori         | [ 4 ]   |
| 2016 | The Limehouse Golem                         | Mr. Gerrard |         |
| 2017 | Pirates of the Caribbean: Salazar's Revenge | Jib         |         |